# Vangel Altiparmakovski
Vangel Altiparmakovski (em macedônio: Вангел Алтипармаковски - 1 de março de 1988) é um futebolista macedônio que atua como atacante. Joga atualmente no Pelister Bitola.